# Nhánh Hòa thảo
Nhánh Hòa thảo (tiếng Anh: Graminid clade) là một nhánh thực vật thuộc bộ Hòa thảo, gồm 4 họ, trong đó họ Hòa thảo là họ đa dạng về loài nhất. Nhánh chị em của nhánh Hòa thảo là nhánh Chanh lươn.
|  | Poaceae                                                            |
|  |                                                                    |
|  | \| \| Ecdeiocoleaceae \| \| \| \| \| \| Joinvilleaceae \| \| \| \| |
|  |                                                                    |
|  | Ecdeiocoleaceae                                                    |
|  |                                                                    |
|  | Joinvilleaceae                                                     |
|  |                                                                    |

|  | Ecdeiocoleaceae |
|  |                 |
|  | Joinvilleaceae  |
|  |                 |

|  | Poaceae                                                            |
|  |                                                                    |
|  | \| \| Ecdeiocoleaceae \| \| \| \| \| \| Joinvilleaceae \| \| \| \| |
|  |                                                                    |
|  | Ecdeiocoleaceae                                                    |
|  |                                                                    |
|  | Joinvilleaceae                                                     |
|  |                                                                    |

|  | Ecdeiocoleaceae |
|  |                 |
|  | Joinvilleaceae  |
|  |                 |